# Barnahomlokú ara
A barnahomlokú ara (Ara severus), korábban vörösszárnyélű ara, a madarak osztályának papagájalakúak (Psittaciformes)  rendjébe és a papagájfélék (Psittacidae) családjába tartozó faj.

## Előfordulása
Délkelet-Venezuelától kelet  felé Guyanán, és Suriname-on át Északkelet-Brazíliáig terjed. Trópusi esőerdőkben él.
Betelepítették Floridába.

## Alfajai
- Ara severus severus
- Ara severus castaneifrons

## Megjelenése
Magassága 46 centiméter, szárnya 23 centiméter. Testének nagy része zöld, homloka barna. Álla és a csupasz pofafoltot határoló terület sötét-vörösesbarna, pofafoltja krémfehér, rajta néhány sorban dísztollacskák ülnek, feje teteje kissé kékes árnyalatú. Fekete csőre 4 centiméter. Szárnyán jellegzetes vörös csík látszik. Farkának teteje zöld, az alja mély vörös. A tojó homlokán és állán a vörösesbarna terület kisebb.

## Életmódja
Magokkal, gyümölcsökkel, diófélékkel és virágokkal táplálkozik. 5–10 fős csapatokat alkot.

## Szaporodása
A fészekalja általában 2 tojásból áll, melyen 28 napig kotlik. A fiókák kirepülési ideje 12 hétre.

## Képek

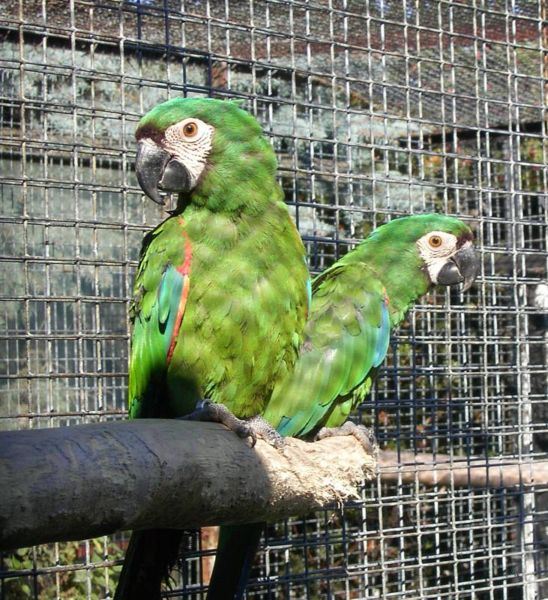
Párban
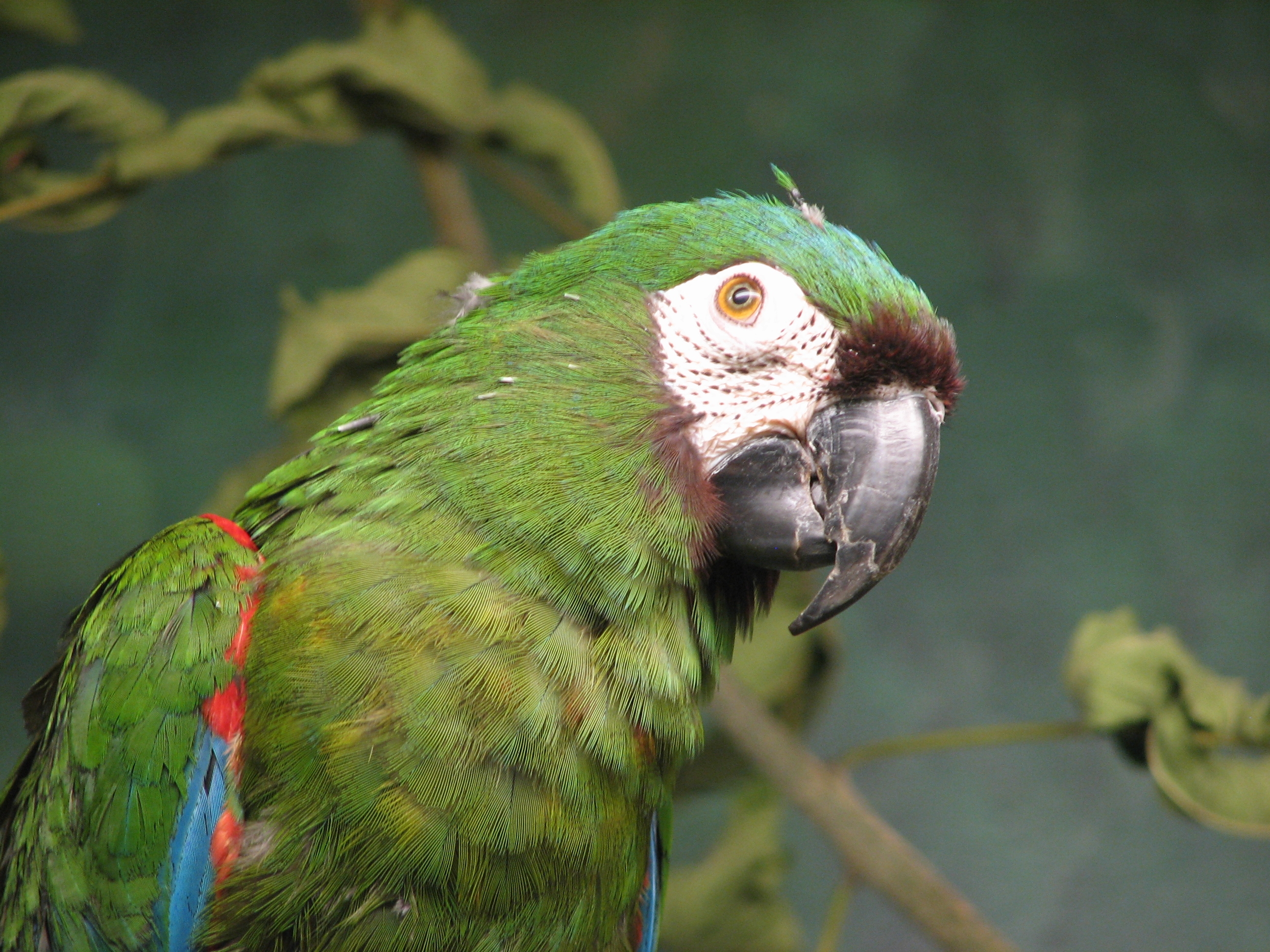
Portré
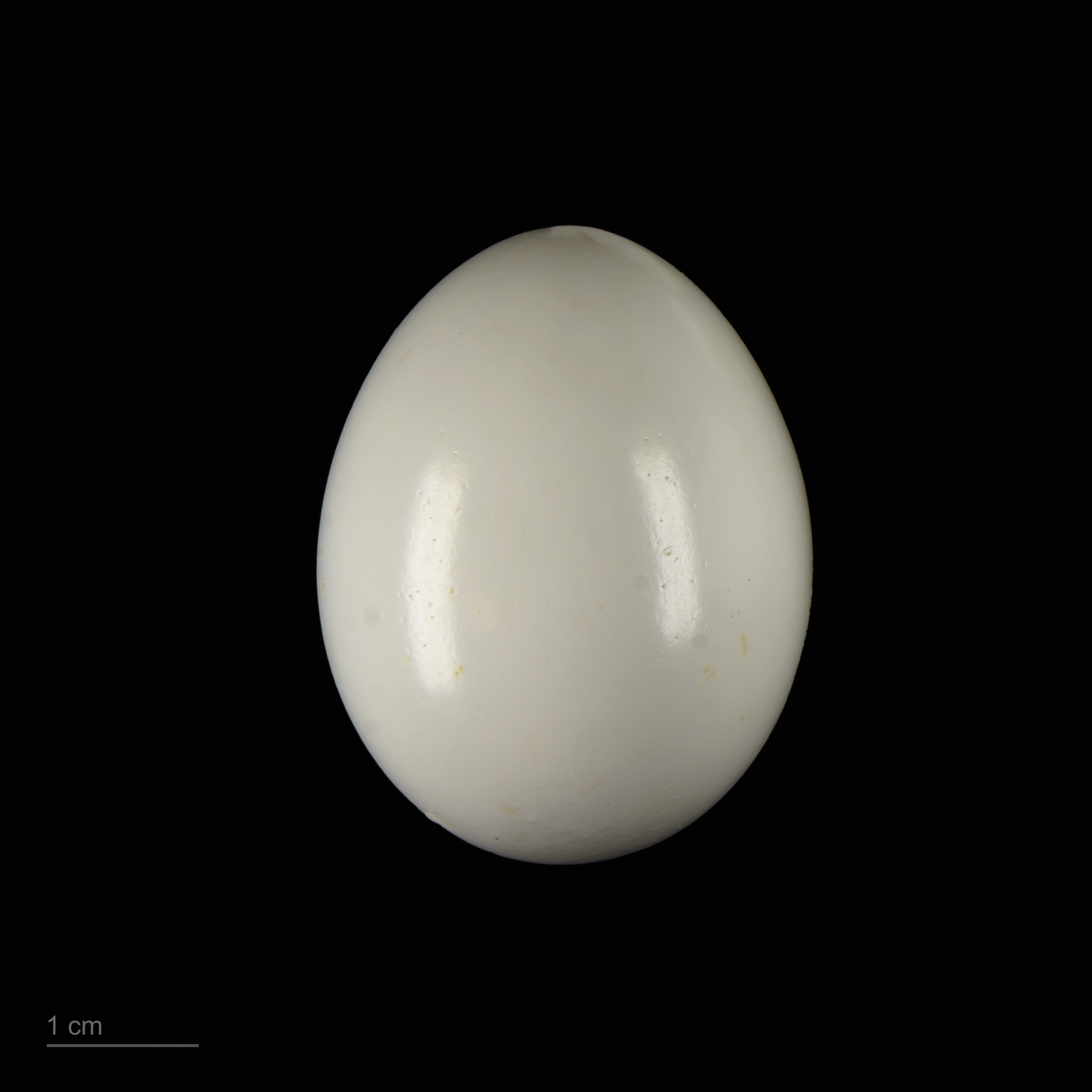
Tojása

## Külső hivatkozások
- Képek az interneten a fajról
- Ibc.lynxeds.com - videók a fajról